# Halskov Vænge
Halskov Vænge er en skov nær kysten sydøst for Horbelev på øen Falster, hvor der er bevaret mange gravhøje og dysser fra forhistorisk tid. Seks jættestuer fra yngre stenalder, 72 gravhøje fra nordisk bronzealder, en offersten, en hulvej fra middelalderen og en bred gammel grænsemur ligger i det flere gange udvidede fredede område, som nu dækker 29 hektar.
En markeret vandresti fører fra parkeringspladsen ved vejen Strandhuse til de 14 vigtigste monumenter. Skoven huser også "Egevængehus", et lille museum med udstillinger og billeder, der fortæller landskabets historie. Staten erhvervede skoven, som blev hærget af voldsomme torme i 1967, i 1974 for at bevare de forhistoriske og historiske rester. De ældste strukturer stammer fra yngre stenalder, mellem 3500 og 2800 f.Kr., og stammer fra 500 f.Kr. som megalitgrave fra tragtbægerkultur]]en. Disse monumenter er et udtryk for kulturen og ideologien i samfundet i yngre stenalder. Deres oprindelse og funktion betragtes som kendetegn for den sociale udvikling.

## Beskrivelse
De seks neolitiske megalitiske strukturer, der er placeret i Halskov Vænge, er:
- to relativt bevarede langdysser
- en velbevaret eller restaureret langdysse,
- en meget forstyrret langdysse,
- en rimelig intakt runddysse; disse tre strukturer er placeret nogenlunde i en række, samt
- en langdysse placeret væk fra den.
- Uden for skoven, nær vejen, i fortsættelse af rækken, ligger kammeret og nogle kantsten fra en runddysse.

I bronzealderen blev der bygget gravhøje her som gravsteder. En af bronzealderhøjene er blevet udgravet. Den indeholdt tre kremeringsgrave og en bronzekniv. 45 høje har synlige kantsten, som er restaureret. Yderligere 29 høje er også blevet restaureret. Der er ingen grund til at tro, at der var flere gravhøje i Halskov Vænge end andre steder. Den eneste forskel er, at de var bedre bevaret i skoven end i det åbne landskab, hvor de blev ødelagt af markarbejde og vind og vejr.
Den cirka 4,2 m lange, 3,8 m brede og 2,5 m høje Spejdersten er Falsters største vandreblok. Den bærer to skåle, hvis funktion er ukendt. Ifølge en gammel folketro roterer stenen, når den dufter af friskbagt brød.

En hulning, der ikke længere bruges i dag, blev skabt ved den århundreder lange brug af en sti mellem Halskov og landsbyen Bregninge.